# Ace (Doctor Who)
Dorothy, más conocida por su mote Ace, es un personaje de ficción interpretado por Sophie Aldred en la longeva serie británica de ciencia ficción Doctor Who. Se trata de una adolescente del siglo XX, del suburbio londinense de Perivale, acompañante del Séptimo Doctor y regular en el programa de 1987 a 1989. Ace apareció en 9 historias (31 episodios).

## Historia del personaje
Ace es una chica de 16 años que aparece por primera vez en el serial de 1987 Dragonfire, donde trabaja como camarera en el restaurante de comida congelada de Iceworld en el planeta Svartos. Había sido una adolescente problemática en la Tierra, siendo expulsada del colegio por hacer explotar la escuela de arte como "trabajo creativo". Dotada para la química (a pesar de suspender la primaria), estaba en su habitación experimentando con la extracción de nitroglicerina a partir de gelignita cuando una tormenta temporal se la llevó y la transportó a Iceworld en el futuro lejano. Allí, conoce al Doctor y su acompañante Mel. Cuando Mel deja al Doctor en la conclusión de ese serial, este se ofrece a llevarse a Ace con él en la TARDIS, y ella acepta con alegría.
Ace sufrió una infancia traumática, incluyendo la mala relación con su madre Audrey (hija del marino mercante Frank William Dudman y su mujer Kathleen, que sirvió en el Women's Royal Naval Service durante la Segunda Guerra Mundial) y el ataque racista con coctel Molotov en el piso de su amiga Manisha cuando tenía 13 años. Después de este último suceso, necesitando desahogarse, quemó una casa victoriana abandonada llamada Gabriel Chase al sentir un aura maligna en ella, y fue puesta en libertad condicional. Así, Ace ocultó sus propios miedos e inseguridades con un exterior duro y de la calle. Su arma preferida, desaprobada por el Doctor (pero que aun así la encontró útil en ciertos casos) era un potente explosivo que ella llamaba "Nitro-9", que mezclaba en cartuchos que llevaba en la espalda. Sus cartuchos eran latas viejas de desodorante.
Llamando afectivamente al Doctor por el mote de "Profesor", está convencida de que el Doctor necesita vigilar sus espaldas, y le protege con una lealtad feroz. A cambio, el Doctor parece tomarse un interés especial en la educación de Ace, llevándola por el universo y animándola a descubrir las explicaciones por sí misma en lugar de darle todas las respuestas. Sin embargo, la tendencia cada vez mayor del Doctor a manipular a personas y lugares (incluyendo a ella misma), aunque con la mejor de las intenciones, provoca algunos momentos difíciles en su relación.
Bajo la tutela del Doctor, Ace lucha contra los Daleks en 1963 (Remembrance of the Daleks) y los Cybermen en 1988 (Silver Nemesis), conoce al todopoderoso dios de Ragnarok (The Greatest Show in the Galaxy), al torturador sádico Kandy Man en The Happiness Patrol, y muchos otros peligros. También se enfrenta a los fantasmas de su propio pasado en Ghost Light ¡ y The Curse of Fenric, poniéndoles punto final e, irónicamente, creándolos en el último caso por las paradojas del viaje en el tiempo. Con el tiempo, empieza a madurar hacia una joven segura de sí misma, y su exterior temerario deja de ser una pose.
Lo que el Doctor sabe, pero Ace no, es que su llegada a Iceworld no fue por accidente, sino parte de una trama mayor concebida por Fenric, un maligno que existía desde el principio del universo, un plan que se extiende desde los siglos. Ace es un "Lobo de Fenric", una de los muchos descendientes de un vikingo manchado con el código genético de Fenric para que le ayude a liberarle de su antigua prisión, y un peón en el complejo juego entre el Doctor y él. Tras la derrota de Fenric, Ace sigue viajando con el Doctor.
Originalmente, el guionista de The Curse of Fenric Ian Briggs planeaba revelar en la primera parte que Ace ya no era virgen, sin embargo el productor John Nathan-Turner le obligó a cortar esa frase. En su lugar, en cierto punto de la historia, Ace se ofrece a distraer a un guardia para que el Doctor pueda liberar a un prisionero, y cuando el Doctor le pregunta cómo piensa hacerlo, ella responde que "ya no es una niña pequeña". Briggs, creador del personaje de Ace, había escrito en el resumen del personaje para Dragonfire que se había acostado con Sabalom Glitz en Iceworld.
Las circunstancias de la despedida de Ace del Doctor son desconocidas, ya que la serie fue cancelada en 1989, finalizando en el serial Survival, donde el Doctor devuelve a Ace a Perivale, pero esta decide marcharse de nuevo con él. Una pintura en la versión extendida del serial Silver Nemesis sugiere que en algún punto en su futuro, Ace acabará en la Francia del siglo XVIII o XIX. Esta idea se explora más a fondo en la novelización de The Curse of Fenric y en las Virgin New Adventures. La novelización incluye un epílogo ausente del serial televisado en que el Doctor visita a una anciana Ace en París en 1887.
Si la serie hubiera continuado, el equipo de producción pretendía que Ace acabara entrando en la Academia Prydoniana en Gallifrey y se entrenara para ser una Señora del Tiempo. La historia Ice Time de Marc Platt en la que esto se narraba, nunca se rodó. Cuando el Séptimo Doctor aparece de nuevo en Doctor Who: La película, viaja solo, sin ninguna referencia de qué pasó con Ace.
Sin embargo, en el serial Death of the Doctor de The Sarah Jane Adventures, Sarah Jane Smith revela a sus compañeros que ha estado haciendo investigaciones de algunos de los acompañantes del Doctor, y menciona que una Dorothy no sé qué lleva una organización benéfica, "A Charitable Earth" ("ACE"), y que ha recaudado miles de millones". En el mismo episodio, el Undécimo Doctor revela que como Décimo Doctor revisó la vida de todos y cada uno de sus acompañantes mientras se moría y preparaba para regenerarse al final de El fin del tiempo.
Ace y el Séptimo Doctor aparecieron juntos por última vez en el especial benéfico Dimensions in Time en 1993, aparición que generalmente no se considera dentro de la continuidad de la serie.